# Ploemeur
Ploemeur é uma comuna francesa na região administrativa da Bretanha, no departamento Morbihan. Estende-se por uma área de 39,72 km². Em 2010 a comuna tinha 18 445 habitantes (densidade: 464,4 hab./km²).